# Ukrainas nationalsymboler
Ukrainas nationalsymboler kan vara antingen officiella eller inofficiella.

## Nationalsymboler
| Typ      | Bild | Symbol                  | Övrigt                                                                  | Källa |
| -------- | ---- | ----------------------- | ----------------------------------------------------------------------- | ----- |
| Flagga   |      | Ukrainas nationalflagga |                                                                         | [ 1 ] |
| Vapen    |      | Ukrainas statsvapen     | Det finns också ett stort statsvapen                                    | [ 2 ] |
| Sång     |      | Ukrainas nationalsång   |                                                                         | [ 3 ] |
| Hälsning |      | Slava Ukraini!          | Ukrainas försvarsmaktens officiella hälsning. Svar: "Ära åt hjältarna!" | [ 4 ] |

## Blommor och djur
| Typ    | Bild | Symbol       | Källa |
| ------ | ---- | ------------ | ----- |
| Blomma |      | Solros       | [ 5 ] |
| Djur   |      | Sydnäktergal | [ 6 ] |

## Personer
| Typ                        | Bild | Symbol           | Källa |
| -------------------------- | ---- | ---------------- | ----- |
| Personifikation            |      | Kozak Mamaj      | [ 7 ] |
| Nationalpoet och -konstnär |      | Taras Sjevtjenko | [ 8 ] |

## Presidents symboler
Ukrainas president använder sina egna symboler som anses att symbolisera hens politiska makt som statschef. Lagen om dessa symboler stiftades år 1999, under Leonid Kutjmas mandatperion.
| Typ    | Bild | Symbol                     |
| ------ | ---- | -------------------------- |
| Flagga |      | Ukrainas presidents flagga |
| Sigill |      | Ukrainas presidents sigill |
| Bulava |      | Ukrainas presidents bulava |
| Kedja  |      | Ukrainas presidents kedja  |